# 初戀無限Touch
《初恋无限touch》是由马伟豪导演执导，陈晓东、梁咏琪、许冠英、黃偉文、冯德伦等主演的一部浪漫爱情喜剧。该片于1997年3月23日在香港上映。

## 劇情簡介
沈志康（陈晓东 饰）生于香港草根阶层，只能在野鸡学校就读。活跃好动，懒读书，但品性纯良。阿塔（梁咏琪）则是名校女生，品学兼优，家境富裕。
康与好友在音响公司打工。一天，他们替一所貴族名校的才藝發表會架設音响器材。阿康看到了在地铁偶遇的女孩——阿塔（梁咏琪 饰），发觉与对方样貌非常相似 ，因而互相吸引。两人的接触越来越多，很快就坠入情网了。阿康知道阿塔出身高贵，品学兼优，便顿生自卑感，訛称自己在名校那莎讀書，闹出笑话。阿塔的母亲知道后，使她对阿康的印象大打折扣，更与阿康的父亲之间产生误会。小情侣之间也产生了矛盾。会考在即，阿塔的母亲阻止二人交往，塔因心情不佳而高考成绩强差人意，塔母要她往英国升学，一对初恋小情人面临分手边缘，上机前一夜，亦是两人最甜蜜一刻……

## 人物角色
| 角色名稱       | 演員   | 備註                                                                       |
| -------------- | ------ | -------------------------------------------------------------------------- |
| 沈志康（阿康） | 陳曉東 | 生于香港草根阶层，在野鸡学校就读。喜歡踢足球、性格愛玩不正經，但善良直率。 |
| 黃家寶（阿塔） | 梁詠琪 | 就讀名校聖玛利诺，自幼父母離異。喜歡彈鋼琴、成績優異，標準好學生。         |
| 大咪咪         | 黃偉文 | 阿康好友。                                                                 |
| Tina           | 刘天兰 | 阿塔媽媽。                                                                 |
| Chicken wing   | 許冠英 | 阿康爸爸。                                                                 |
| Chris          | 冯德伦 | 阿塔青梅竹馬，就讀那莎中學。                                               |
| 康妹           | 袁弥明 | 阿康妹妹，同性戀，因煩惱而向阿康出櫃。                                     |
| Angie          | 陈彦行 | 阿塔好友                                                                   |
|                | 杨德昌 | 阿塔繼父                                                                   |
| Stephen        | 鄒凱光 | Angie前男友 就讀那莎中學                                                   |
| 大咪咪父親     | 李兆基 |                                                                            |

## 電影歌曲
| 歌名             | 作曲         | 作詞   | 演唱者                 |
| 《在乎你感受》   | 唐奕聰       | 陳少琪 | 陳曉東                 |
| 《短髮》         | 陳國華       | 鄭淑妃 | 梁詠琪                 |
| 《幾分鐘的約會》 | Kenneth Chan | 鄭國江 | 梁詠琪（原唱：陳百強） |
| 《猜猜猜》       | 陳美鳳       | 向雪懷 | 陳曉東                 |

## 外部連結
- 開眼電影網上《初戀無限Touch》的資料（繁體中文）
- 豆瓣电影上《初戀無限Touch》的資料 （简体中文）
- 时光网上《初戀無限Touch》的資料（简体中文）
- 互联网电影数据库（IMDb）上《初戀無限Touch》的资料（英文）